# Dactylolabis sohiyi
Dactylolabis sohiyi là một loài ruồi trong họ Limoniidae. Chúng phân bố ở miền Tân bắc.